# Willoughby Smith
Willoughby Smith (6 Tháng tư 1828, Great Yarmouth, Norfolk — 17 tháng bảy 1891, Eastbourne, Sussex) là một kỹ sư điện người Anh, ông là người khám phá ra tính quang dẫn của nguyên tố Selen. Khám phá này đã dẫn đến việc phát minh ra pin mặt trời.
Năm 1848, ông bắt đầu làm viêc cho công ty Gutta Percha, London nơi ông phát triển các dây sắt và đồng được cách điện bằng Gutta-percha phục vụ cho mạng lưới điện tín. Năm 1849, Smith giám sát việc sản xuất và lắp đặt 30 dặm cáp điện tín ngầm dưới nước chạy từ Dover tới Calais. Ông làm việc cùng với Charles Wheatstone người thiết kế thiết bị sản xuất và lắp đặt tuyến cáp.
Dự án thành công và suốt một thập kỷ sau đó, Smith và công ty nơi ông làm việc đã đảm nhận rất nhiều dự án cáp ngầm dưới nước khác.
Năm 1873. Smith phát triển một phương thức để kiểm tra một cách liên tục một đoạn cáp ngầm khi nó đã được đặt ngầm dưới biển. Để làm mạch điện thử nghiệm, ông cần một loại vật liệu bán dẫn với điện trở cao và ông ấy đã chọn que selen để thử nghiệm.
Selen có vẻ là một sự lựa chọn hợp lý, tuy nhiên khi sử dụng trong thực tế, thiết bị cho ra những kết quả mâu thuẫn. Bằng việc khảo sát, ông khám phá ra rằng, độ dẫn điện của que selen tăng lên đáng kể khi bị phơi ra dưới ánh sáng mạnh.
Smith mô tả "Tác dụng của ánh sáng lên Selen trong quá trình truyền tải dòng điện" trong một bài viết đăng trên tạp chí Nature vào ngày 20 tháng hai 1873.

## Công trình nghiên cứu
- Sách: Selenium, its electrical qualities, and the effect of light thereon: being a paper read before the Society of Telegraph Engineers, ngày 28 tháng 11 năm 1877, Willoughby Smith
- Sách: A résumé of the earlier days of electric telegraphy, Hayman Brothers and Lilly, Printers, 1881, Willoughby Smith
- Sách: The rise and extension of submarine telegraphy, New York, Arno Press, 1974, Willoughby Smith
- Sách: Selenium: its electrical qualities, and the effect of light thereon, London, 1877, Willoughby Smith